# Joseph Aspdin

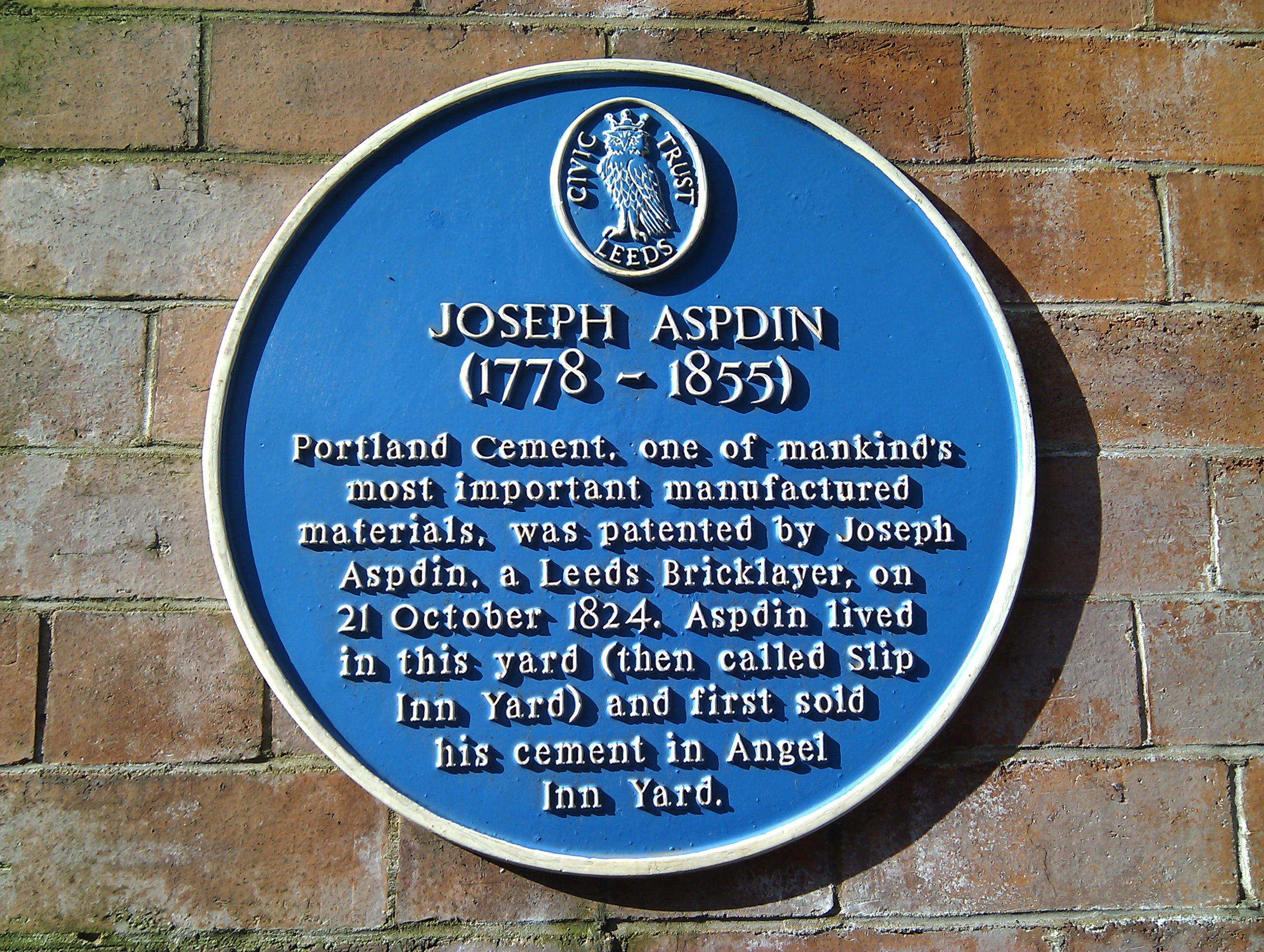
Pamětní deska v Leedsu

Joseph Aspdin (prosinec? 1778 – 20. března 1855) byl britský vynálezce a továrník, známý hlavně tím, že získal 21. října 1824 patent na výrobu portlandského cementu, což byl důležitý krok v rozvoji moderního stavebnictví.

## Život
Byl prvorozeným ze šesti dětí Thomase Aspdina, zedníka žijícího v Hunsletu v obvodu Leedsu, Yorkshire. Pokřtěn byl na první svátek vánoční roku 1788. Nastoupil do otcova podniku a oženil se 21. května 1811 s Mary Fotherbyovou ve farním kostele sv. Petra v Leedsu.
Roku 1817 si v témže městě zařídil vlastní obchod. Během dalších let musel zřejmě začít experimentovat s výrobou cementu, protože již 21. října 1824 mu byl udělen britský patent BP 5022 nazvaný Vylepšení způsobu výroby umělého kamene, ve kterém vytvořil termín „portlandský cement“.
Téměř ihned vzápětí, roku 1825, ve spolupráci s Williamem Beverleyem, sousedem z Leedsu, zahájil výrobu tohoto produktu v Kirkgate, ve Wakefieldu. Beverley zůstal v Leedsu, ale Aspdin a jeho rodina se přestěhovala do Wakefieldu, asi 9 mil vzdáleném. Roku 1825 obdržel druhý patent týkající se výroby vápna. Provozovna v Kirkgate byla v roce 1838 zavřena po povinném prodeji půdy železniční společnosti z Manchesteru a Leedsu, a místo bylo vyčištěno. Aspdin přesunul výrobní vybavení na jiné místo poblíž Kirkgate.
V této době jeho nejstarší syn James pracoval jako účetní v Leedsu, zatímco jeho mladší syn, William, provozoval výrobnu. Přesto roku 1841 Joseph uzavřel partnerství s Jamesem a vydal oznámení, že William podnik opustil a společnost tak není odpovědna za jeho dluhy. Je možno předpokládat, že William v době svého odchodu z podniku, rozvíjel změny výrobního procesu vedoucí k výrobě moderního portlandského cementu. Roku 1844 Joseph odešel na odpočinek a převedl svůj obchodní podíl na Jamese. Ten přesunul roku 1848 provoz na třetí lokalitu v Ings Road a zde byla tato továrna v provozu až do roku 1900.
Joseph Aspdin zemřel na 20. března 1855, ve svém domě ve Wakefieldu.

## Význam patentu

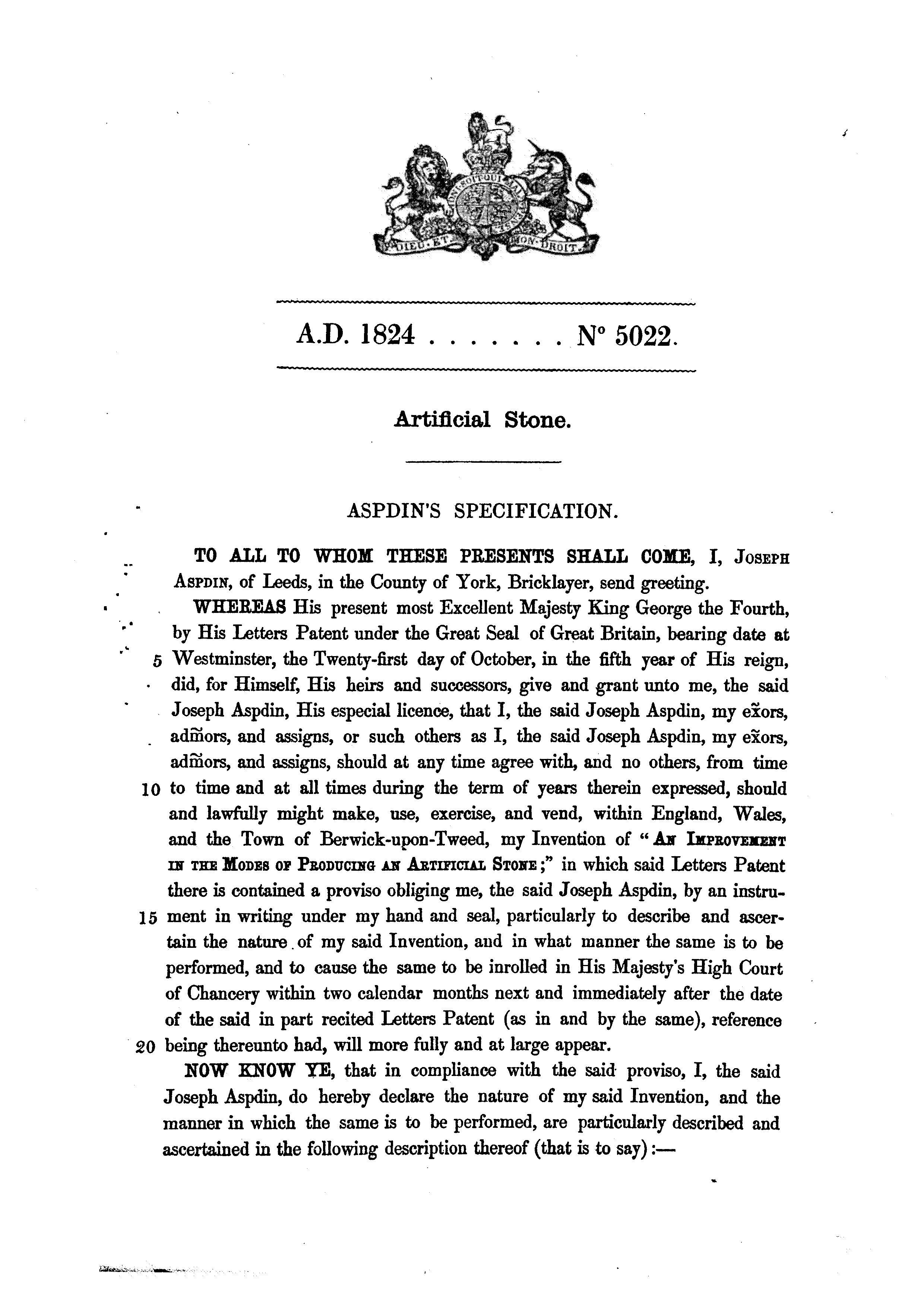
Titulní strana Aspdinovy patentové přihlášky

Svůj výrobek nazval portlandský cement, neboť maltová směs z něj vyrobená se podobala „nejlepšímu portlandskému kameni“. Portlandský kámen byl v té době nejpoužívanějším stavebním kamenem v Anglii. Patent nepopisuje produkt, známý dnes jako portlandský cement, zcela jasně. Produkt byl cílen na trh se štukatérskými produkty a také pro výrobu architektonických článků (ostění, římsy, klenáky, apod.), kde se hodil rychle tuhnoucí nízkopevnostní cement. Ten byl získán vypalováním při nízkých teplotách (pod 1250 °C) a proto neobsahoval žádný alit.
Produkt (podobný již dříve vyvinuté formě cementu továrníka Jamese Frosta) patřil do skupiny umělých tmelů, jež byly vyvíjeny aby konkurovaly Parkerovu „římskému cementu“. Proces výroby je popsán jako postup dvojitého pálení, při kterém je poprvé pálen vápenec, po uhašení a smíchání s jílem je pak pálen podruhé. Tento postup byl běžný při výrobě obou umělých a portlandských cementů, kdy byl k dispozici pouze tvrdý vápenec. Technologie mletí se v dané době sestávala pouze z mletí plochými kameny a tak bylo ekonomičtější vápenec vypalovat a hasit, než ho mlít.
Zdrojový vápenec pocházel z penninské karbonské vápencové oblasti a byl používán pro městskou dlažbu a na silnice. Charakteristickým postupem dle patentu bylo používání „silničního odpadu“ jako suroviny. Aspdin prohlašoval, že pokud není dostupný odpad, až pak shání „samotný vápenec“ – byl dokonce dvakrát pohnán před soud za vyhrabávání dlažebních kostek z místních cest. Dodávky vápence byly pro Aspdina největším problémem, zvláště v dobách před rozvinutím železniční dopravy. Tyto obtíže a zdržení nakonec vnukly Aspdinovu synovi Williamovi nápad, jak výrobu zracionalizovat: jako surovinu použít horninu s vyšším obsahem vápence, vypalovat za vyšších teplot použitím většího množství paliva a přimísit až dosud nezužitkovaný tvrdý slínek, rozemletý na prášek (z tohoto důvodu zdokonalil mlecí postupy). William se postupně přesunul jižně do severovýchodního Kentu, kde se nacházely nevyčerpatelné zásoby měkké křídy, a založil zde moderní průmyslovou výrobu cementu.
Samotný Joseph Aspdin nikdy nebyl chemikem a postupoval při výrobě pouze na základě svých zkušeností. Některé nejasnosti v jeho patentové přihlášce mohou také pocházet z jeho touhy po utajení – nejen surovin, ale i vlastního výrobního postupu.